# Max Lorenz
Max Lorenz (* 19. srpna 1939, Brémy) je bývalý německý fotbalista, záložník.

## Fotbalová kariéra
V německé bundeslize hrál za Werder Brémy a Eintracht Braunschweig, nastoupil ve 247 ligových utkáních a dal 17 gólů. S Werderem Brémy vyhrál v roce 1961 německý fotbalový pohár a v roce 1965 Bundesligu. V Poháru mistrů evropských zemí nastoupil ve 4 utkáních, v Poháru vítězů pohárů nastoupil ve 4 utkáních a dal 1 gól a v Poháru UEFA nastoupil ve 4 utkáních. Za německou reprezentaci nastoupil v letech 1965–1970 v 19 utkáních a dal 1 gól. Byl členem západoněmecké reprezentace na Mistrovství světa ve fotbale 1966, ale v utkání nenastoupil. Byl členem západoněmecké reprezentace na Mistrovství světa ve fotbale 1970, nastoupil v utkání proti Uruguayi.

## Ligová bilance
| Ročník                                 | Zápasy | Góly | Klub                   |
| -------------------------------------- | ------ | ---- | ---------------------- |
| Fußball-Oberliga Nord 1960/1961        | 24     | 6    | Werder Brémy           |
| Fußball-Oberliga Nord 1961/1962        | 27     | 2    | Werder Brémy           |
| Fußball-Oberliga Nord 1962/1963        | 24     | 3    | Werder Brémy           |
| Německá fotbalová Bundesliga 1963/1964 | 30     | 0    | Werder Brémy           |
| Německá fotbalová Bundesliga 1964/1965 | 27     | 2    | Werder Brémy           |
| Německá fotbalová Bundesliga 1965/1966 | 31     | 4    | Werder Brémy           |
| Německá fotbalová Bundesliga 1966/1967 | 21     | 3    | Werder Brémy           |
| Německá fotbalová Bundesliga 1967/1968 | 33     | 4    | Werder Brémy           |
| Německá fotbalová Bundesliga 1968/1969 | 34     | 2    | Werder Brémy           |
| Německá fotbalová Bundesliga 1969/1970 | 33     | 1    | Eintracht Braunschweig |
| Německá fotbalová Bundesliga 1970/1971 | 24     | 0    | Eintracht Braunschweig |
| Německá fotbalová Bundesliga 1971/1972 | 14     | 1    | Eintracht Braunschweig |
| CELKEM Německá fotbalová Bundesliga    | 247    | 17   |                        |